# Boko (mande jezik)
Boko jezik (ISO 639-3: bqc), nigersko-kongoanski jezik iz skupine mande, kjim govori oko 110 000 ljudi, većina od 70 000 u beninskoj provinciji Borgu (1995 R. Jones) i 40 000 u Nigeriji (1995 R. Jones), u državama Niger (LGA Borgu) i Kebbi (LGA Bagudo).
Jeziku boko leksički je najbliži jezik busa [bqp], 90%, s kojim zajedno s jezicima bokobaru [bus], kyenga [tye] i shanga [sho], svi iz Nigerije čini podskupinu busa. U upotrebi su i francuski [fra] u Beninu, hausa [hau], yoruba [yor], baatonum [bba] ili adamavski fulfulde [fub].

## Vanjske poveznice
- Ethnologue (14th)
- Ethnologue (15th)